# Naolinco
Naolinco là một đô thị thuộc bang Veracruz, México. Năm 2005, dân số của đô thị này là 18885 người.